# Йован Довезенски
Йован Станойков Довезенски (на сръбски: Јован Станојковић Довезенски) e македонски сърбомански войвода на чета на сръбската въоръжена пропаганда, действала в Северна Македония.

## Биография
Йован Довезенски е роден в кумановското село Довезенци. Получава основно образование в Мургаш и в манастирското училище на Градищкия манастир, където учи на църковнославянски. В 1888 година заминава за Кралство Сърбия и се записва в Светосавското богословско-педагогическо училище за македонци.
Връща се в родния си край в 1897 година и става сръбски учител в Довезенци. На 3 март 1904 година става нелегален и оглавява сръбска чета, действаща и от двете страни на Вардар. На 13 декември 1904 година кратовската чета на ВМОРО под командването на Атанас Бабата изненадва и разбива в Шопско Рудари четата на Довезенски. Осем сръбски четници загиват и четата се пръска. На другия ден войводата Боби Стойчев унищожава изцяло в манастира край Беляковци откъснала се група от четата на Довезенски.
Довеценски е сред основните организатори на сръбската въоръжена пропаганда в Македония. Негови ученици са Георги Скопянчето, Коста Пекянец, Кръсто Ковачев, Павле Младенов, Вангел Скопянчето, Темелко Байрактаров, Йован Пешич, Петко Илиев.
След Младотурската революция в 1908 година работи като учител в Куманово и е председател на кумановската Сръбска Соколска организация (1909 – 1911).
Участва в Балканската и в Първата световна война като войвода на сръбска чета, подпомагаща сръбските войски.
След войната е секретар на Министерството на социалната политика.
На изборите в 1931 година е избран за народен представител от Жеглиговския срез.
Умира в 1935 година. Погребан е в Куманово. Името на Довезенски носи улица в сръбската столица Белград.
- Мицко Кръстев и Довезенски, 1904 г.
- Четникът Душан, войводата Мицко Кръстев, Довезенски и четникът Глигорие в 1904 г.
- Улица „Войвода Довезенски“ в Белград